# Grivan cenușiu
Grivanul cenușiu (Nothocricetulus migratorius), numit și hamster cenușiu, hârciog pitic sau hamster pitic, este o specie de rozătoare din familia Cricetidae. Arealul său se extinde pornind de la Europa de Est prin Orientul Mijlociu, Rusia și Asia Centrală până la Mongolia și vestul Chinei. Are blană gri și o lungime a capului și a corpului de 85–120 mm. Uniunea Internațională pentru Conservarea Naturii a clasificat această specie ca fiind neamenințată cu dispariția.

## Taxonomie
Original presupus a fi membru al genului Cricetulus⁠(en)[traduceți], a fost de curând mutat în propriul său gen, Nothocricetulus.

## Descriere
Grivanul cenușiu are o lungime a capului și a corpului de 85–120 mm și o coadă care are este în întregime acoperită de blană ce are 23–39 mm în lungime. Grivanul cântărește 31–58 g, iar formula sa dentară este 1.0.0.31.0.0.3. Deasupra este de culoare cenușie-maro nisipie, cu părțile inferioare albicioase, firele albe având adesea baze gri. Urechile au 15–21 mm, iar craniul este aplatizat cu o proeminență îngustă.

## Răspândire și habitat
Grivanul cenușiu se găsește în părți din Europa de Est și Asia, incluzând Afganistan, Bulgaria, China, Iran, Irak, Israel, Iordania, Kazahstan, Liban, Republica Moldova, Mongolia, Pakistan, România, Rusia, Turcia și Ucraina. Nu este sigur dacă se găsește în Armenia, Georgia, Kârgâzstan, Tadjikistan, Turkmenistan și Uzbekistan. A fost înregistrat în Grecia, dar nu a mai fost văzut acolo de mulți ani. În principal trăiește la altitudini de peste 1.000 m, altitudinea minimă la care se găsește fiind nivelul mării, dar în Munții Pamir a fost înregistrat la altitudini de până la 4.300 m, pe când în Turcia de până la 2.300 m. Inițial locuia pe pajiști uscate, stepe aride și semideșerturi, dar s-a răspândit pe terenuri cultivate și în grădini, iar uneori chiar înăuntrul clădirilor. Evită zonele umede, regiunile împădurite des și pădurile, și este cel mai frecvent întâlnit în zonele cu vegetație sporadică.

## Comportament și ecologie
Grivanul cenușiu este activ pe la amurg și la noapte. Sapă un complex de vizuină adânc care se poate extinde până la 150 cm sub suprafața solului și care include pasaje laterale, câteva zone de cuibărit și camere pentru depozitarea hranei. Dieta sa cuprinde rădăcini, părți verzi ale plantelor și semințe, precum și insecte. Nu hibernează, iar reproducerea are loc în timpul verii, în timpul căreia o femelă poate naște anual până la trei rânduri de pui. Perioada de gestație durează vreo 19 zile. Un rând de pui constă de obicei în șase sau șapte pui, dar variază de la unu la treisprezece. Numărul de cromozomi este 2n = 22.

## Stare de conservare
Grivanul cenușiu are o un areal foarte larg și o populație totală mare. În unele zone, cum ar fi Bulgaria, Grecia (unde s-ar putea să nu se mai găsească în prezent) și România, este rar, dar în altele este abundent, fiind uneori mai comun decât șoarecele de casă (Mus musculus) în Armenia și Kârgâzstan (dacă într-adevăr se găsește în aceste două țări). Nu se știe dacă populația sa este în creștere sau în scădere, dar nu au fost identificate amenințări deosebite pentru aceasta, iar arealul său cuprinde multe arii protejate. Uniunea Internațională pentru Conservarea Naturii a clasificat această specie ca fiind neamenințată cu dispariția.